# Анакієв Мусій Тадейович
Анакієв Мусій Тадейович — фельдфебель І лінійного батальйону Окремого Оренбурзького корпусу.
Коли стало відомо про майбутнє звільнення Тараса Шевченка від солдатчини, дав йому змогу вільний від служби час проводити на свій розсуд. Шевченко з вдячністю згадував про нього в «Щоденнику» 16 червня 1857: